# Mitja Ilenič
Mitja Ilenič (Črnomelj, 26 de diciembre de 2004) es un futbolista esloveno que juega en la demarcación de lateral derecho para el New York City FC de la Major League Soccer.

## Selección nacional
Tras jugar en las categorías inferiores de la selección, finalmente hizo su debut con la selección absoluta de Eslovenia el 20 de enero de 2024 contra Estados Unidos en un partido amistoso que finalizó con un resultado de 0-1 a favor del combinado esloveno tras el gol de Nejc Gradišar.

## Clubes
| Club             | País           | Año       | Partidos | Goles |
| ---------------- | -------------- | --------- | -------- | ----- |
| NK Domžale       | Eslovenia      | 2021-2023 | 33       | 3     |
| New York City FC | Estados Unidos | 2023-     | 24       | 0     |